# Aljaksandar Jurėvič
Aljaksandar Jurėvič (in bielorusso Аляксандар Юрэвіч?, in russo Александр Владимирович Юревич?; Lida, 8 agosto 1979) è un ex calciatore bielorusso, di ruolo difensore.

## Carriera

### Club
Dal 2008 gioca nel BATE Borisov, squadra del campionato bielorusso.

### Nazionale
Dal 2006 al 2011 ha totalizzato 32 presenze con la Nazionale bielorussa.

## Palmarès

### Club

#### Competizioni nazionali
- Campionato bielorusso: 7

BATE: 2008, 2009, 2010, 2011, 2012, 2013, 2014
- Coppa di Bielorussia: 1

BATE: 2009-2010, 2014-2015
- Supercoppa di Bielorussia: 5

2010, 2011, 2013, 2014, 2015